# سول بيروي جديد
السول البيروفي الجديد (بالإسبانية: nuevo sol peruano)‏ (رمز أيزو 4217: PEN) هي العملة المستخدة في بيرو.